# Nordische Skiweltmeisterschaften 1930/Teilnehmer (Japan)
| Goldmedaillen | Silbermedaillen | Bronzemedaillen |
| ------------- | --------------- | --------------- |
| —             | —               | —               |

Japan nahm an den Nordischen Skiweltmeisterschaften 1930 am Holmenkollen in der norwegischen Hauptstadt Oslo mit einem Athleten teil. Es war dies die erste Teilnahme eines japanischen Vertreters an reinen Skiweltmeisterschaften außerhalb der Olympischen Winterspiele. 
Takeharu Asō nahm einzig am Dauerlauf über 50 km teil und absolvierte diesen in der Zeit von 4:57:07,0 h. 

## Teilnehmer und Ergebnisse
| Sportler     | Verein                   | Skilanglauf 17 km | Skilanglauf 50 km | Skispringen K-50 | N. Komb. 18 km / K-50 | Patrouille 28 km |
| ------------ | ------------------------ | ----------------- | ----------------- | ---------------- | --------------------- | ---------------- |
| Takeharu Asō | Waseda University, Tokio | –                 | 63.               | –                | –                     | –                |